# Igreja de Santa Cruz dos Militares
A Igreja de Santa Cruz dos Militares é uma igreja colonial da cidade do Rio de Janeiro que possui o privilégio de estar agregada à Basílica Vaticana, desde 1923, pelo Papa Pio XI. Aqueles que atenderem às devidas condições podem receber uma indulgência plenária ao visitá-la. Localiza-se no centro da cidade, na Rua Primeiro de Março, 36.

## Histórico

### Origens
O local da atual igreja foi ocupado originalmente por um forte, o Forte da Santa Cruz, Unidade Militar do Exército Colonial Português, construído à beira-mar pelo Governador Martim Correia de Sá no início do século XVII. Entre 1623 e 1628, estando o forte em desuso, construiu-se no lugar uma capela na qual os militares da cidade fundaram uma Irmandade, que cumpria funções de assistência social. Na capela funcionou também a catedral da cidade entre 1703 e 1733.
No século seguinte decidiu-se pela reconstrução da igreja, o que ocorreu entre 1780 e 1811. Na inauguração esteve presente o Príncipe-Regente D. João, chegado ao Rio em 1808. O projeto do novo edifício é atribuído ao engenheiro-militar português José Custódio de Sá e Faria, que concebeu uma igreja barroca com influências neoclássicas.
Por duas vezes foi considerada Igreja Imperial, sendo a primeira por Dom Pedro I em 3 de dezembro de 1828 e a segunda em 1840 por seu filho Dom Pedro II.

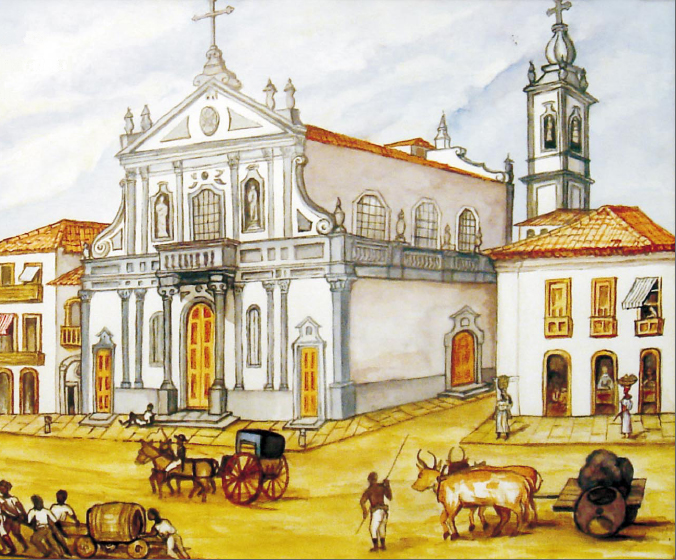
Vista da Rua Direita (atual Primeiro de Março) e Igreja de Santa Cruz dos Militares, pintada pelo inglês Richard Bate no início do século XIX. A torre sineira está nos fundos da igreja.

### Fachada
A fachada de Santa Cruz dos Militares, de estilo neoclássico, é semelhante à da célebre igreja jesuítica de Roma (Il Gesú, 1568-1575), assim como à da Igreja de Nossa Senhora dos Mártires, no centro de Lisboa, que havia sido construída um pouco antes (1768-1774). Como essas duas igrejas, a fachada tem um segundo pavimento mais estreito que o primeiro, ladeado por grandes volutas e encimado por um frontão triangular. O primeiro pavimento usa pilastras com capitéis jônicos e o segundo coríntios, denotando influências clássicas, enquanto a forma dos janelões segue os modelos barroco e rococó. O janelão principal tem uma varanda sustentada pelas colunas de entrada do portal.
A fachada também se afasta do modelo mais seguido no Rio de Janeiro colonial por não estar ladeada por duas torres, pois a torre sineira da igreja está localizada nas traseiras do edifício. Atualmente os quatro nichos da fachada tem estátuas dos Evangelistas trazidas da Itália em 1926. As duas estátuas de madeira originais dos nichos superiores, representando São Mateus e São João Evangelista, foram realizadas por Mestre Valentim e encontram-se hoje no Museu Histórico Nacional.

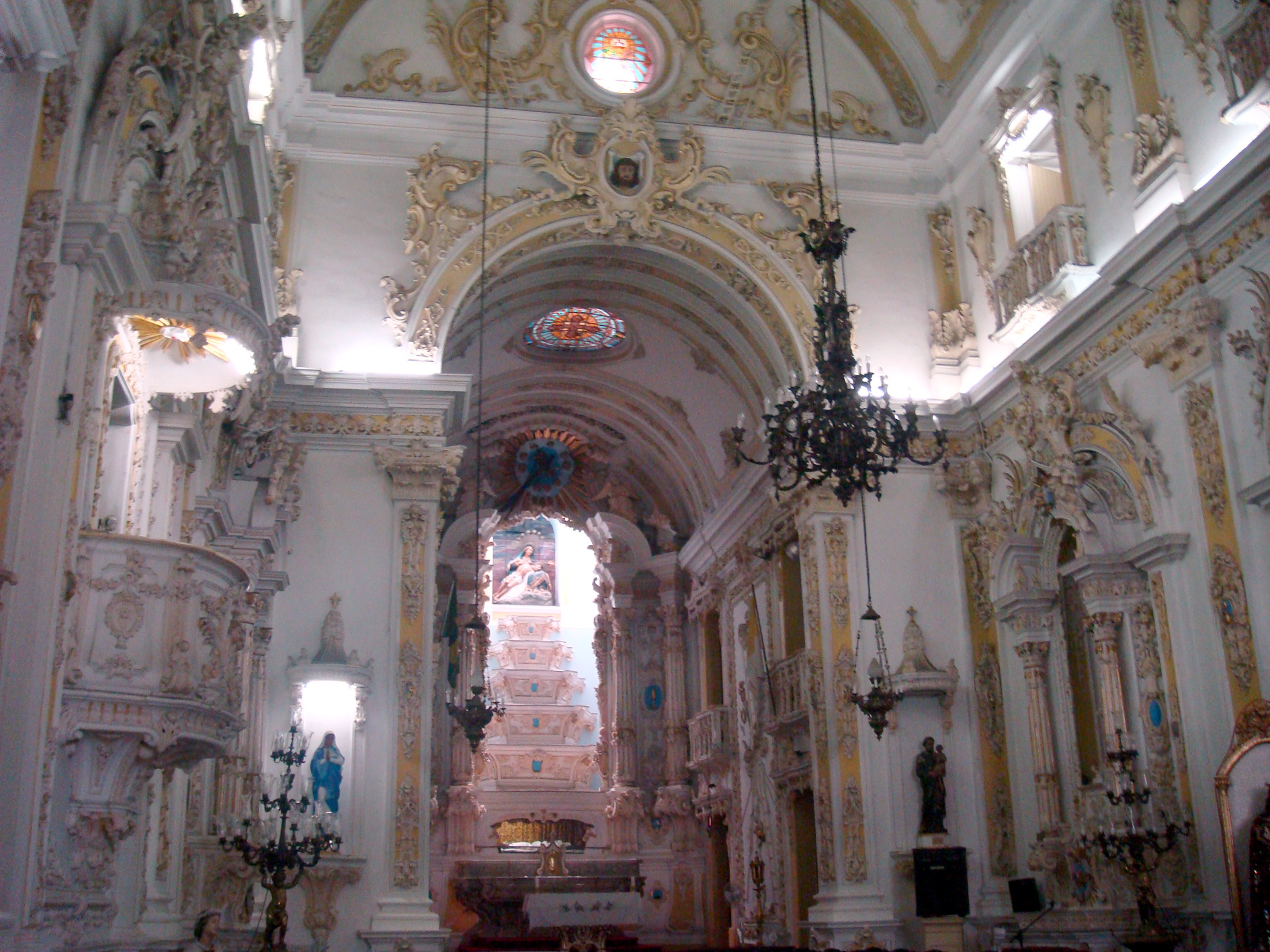
Interior da igreja visto em direção a capela-mór.

### Interior
A planta da igreja é de nave única com dois corredores laterais. A capela-mor, arco cruzeiro e parte da nave, incluindo os altares de Nossa Senhora das Dores e de São Pedro Gonçalves, possuem talha rococó por Mestre Valentim, esculpida entre 1802 e 1812. Infelizmente, um incêndio em 1923 destruiu o altar-mor, que teve de ser reconstruído em argamassa de acordo com o original. A nave com altares, tribunas e painéis com brasões exibe um exuberante trabalho de talha terminado em 1853 por Antônio de Pádua e Castro. 
O órgão da igreja foi construído no século XX por Guilherme Berner e inaugurado pelo organista carioca Antônio Silva.

### Personalidades
Foram protetores da irmandade D. João VI, D. Pedro I (que lhe concedeu o título de Imperial) e D. Pedro II, enquanto entre os provedores destacam-se Martim Correia de Sá, Luís Alves de Lima e Silva (Duque de Caxias, patrono do exército brasileiro) e o Conde D'Eu.